# 汤姆·桑贝格
汤姆·桑贝格（挪威語：Tom Sandberg，1955年8月6日—），挪威男子北欧两项运动员。他曾代表挪威参加1976年、1980年和1984年冬季奥林匹克运动会北欧两项比赛，获得一枚金牌。